# Сіллах Ісмаїл Махмед
Ісмаїл Сіллах Махмед (9 лютого 1985, Запоріжжя) — український професійний боксер, багаторазовий чемпіон України, колишній капітан аматорської збірної України з боксу, на любительському рівні ставав чемпіоном світу і Європи серед кадетів, срібним призером чемпіонатів світу і Європи серед дорослих.

## Біографія
Народився 9 лютого 1985 р. в Запоріжжі, де тоді вчилися його батьки. Мати була студенткою медичного інституту, батько — виходець із Сьєрра-Леоне, приїхав до СРСР отримати освіту. Ісмаїл — середній з трьох їхніх синів. У 1993 р., після того як батько покинув родину, мати з дітьми переїхала до Маріуполя до своїх батьків. Там же 20 травня того ж року у спорткомплексі «Спартак» Ісмаїл почав займатися боксом. Перший тренер — Володимир Миколайович Смирнов.

## Любительська кар'єра
На чемпіонаті світу серед кадетів (U17) 2001 р. році виграв золоту медаль.

У 2005 році на чемпіонаті світу з любительського боксу в Мяньяні він виграв срібло в середній вазі.

У 2006 виборов срібну медаль на чемпіонаті Європи серед любителів у Пловдиві.
У 2008 році Ісмаїл Сіллах завоював путівку на Олімпійські ігри і вважався одним з головних претендентів на золоту медаль, проте був дискваліфікований за вживання допінгу на 2 роки. Сам боксер запевняє, що ніколи допінг не приймав, а його «сплавили» конкуренти, підсипавши заборонений препарат у напій.

## Професійна кар'єра
Вирішивши не чекати завершення дискваліфікації, Ісмаїл перейшов у професіонали в тому ж 2008 році. Свій перший бій в професійній кар'єрі Ісмаїл провів 18 липня 2008 р. у Лос-Анджелесі, в казино Primm Valley. Це був чотирираундовий поєдинок проти Метта Хельворсена. Його українець нокаутував в першому ж раунді.
У лютому 2010 р. Сіллах підписав контракт з промоутерською компанією Роя Джонса-молодшого Square Ring Promotions
Зараз Ісмаїла Сіллаха тренує Шадід Сулукі. Менеджер — Івайло Готцев, який, зокрема, займається також справами Сергія Ляховича, Семюеля Пітера, Василя Жирова та українця Олега Платова.
У своєму 12 поєдинку 3 квітня 2010 р. Сіллах зустрічався з рідним братом колишнього чемпіона світу Заба Джуди — Деніелом Джудою в бою за вакантний титул чемпіона Північної Америки (North American Boxing Federation). Бій видався нетривалим. Вже у другому раунді Ісмаїл двічі надіслав суперника у нокдаун і суддя у ринзі зупинив поєдинок — перемога Сіллаха технічним нокаутом.
4 березня 2011 р. Ісмаїл зустрівся у ринзі з кубинським Олімпійським чемпіоном 2004 року Йорданісом Деспаном, який до цього бою, як і Сіллах не мав поразок у професійній кар'єрі. Українець впевнено переміг за очками одноголосним рішенням суддів, відправивши кубинця один раз у нокдаун.
На щорічних зборах Всесвітньої боксерської ради (WBC), які проходили в Лас-Вегасі, було прийнято рішення: екс-чемпіон світу в напівважкій вазі 29-річний канадець Жан Паскаль і 26-річний українець Ісмаїл Сіллах повинні провести між собою відбірковий поєдинок. Переможець цього протистояння зустрінеться з переможцем бою між чемпіоном WBC у напівважкій вазі 46-річним Бернардом Хопкінсом і екс-чемпіоном світу в цій же вазі 29-річним Чедом Довсоном.

### Перша поразка
Першої поразки Ісмаїл зазнав 27 квітня 2012 року від маловідомого навіть на батьківщині 29-річного росіянина Дениса Грачова. Сіллах вважався фаворитом цього поєдинку, і впевнено вів бій, вигравши всі раунди та відправивши російського боксера у нокдаун у третьому раунді. Але у восьмому раунді, проводивши непогану комбінацію, несподівано пропустив удар назустріч, який його приголомшив. Після цього Грачов скористався своїм шансом, добивши Ісмаїла та відправивши його у нокаут. Рефері зупинив бій буквально за мить до гонгу про завершення раунду.
Спортивні оглядачі серед причин, що викликали цю поразку, називають немотивованість Сіллаха проти слабкого суперника.

## Подальша кар'єра
Після поразки Сіллах вийшов на ринг майже через 10 місяців 23 лютого 2013 року проти чемпіона Гани Даніеля Адотея Аллотея. Ісмаїл переміг у другому раунді технічним нокаутом, тричі відправивши ганця на канвас. 30 березня 2013 р. Сіллах переміг американця Мітча Вільямса за підсумками усіх відведених восьми раундів. 28 червня 2013 р. нокаутував у першому ж раунді мексиканця Альваро Энрікеса. 24 серпня 2013 р. Ісмаїл Сіллах вперше в своїй професійній кар'єрі проводив бій в Україні. У цьому поєдинку на «Донбас Арені» він впевнено здолав росіянина Костянтина Пітернова. В кінці шостого раунду Ісмаїл ударом у печінку відправив супротивника у нокдаун, а в перерві перед сьомим раундом секунданти росіянина відмовилися від продовження поєдинку.

### Друга поразка
1 грудня 2013 Ісмаїл зустрівся в Квебеці (Канада) у бою за чемпіонський пояс за версією WBO в напівважкій вазі (до 79,4 кг) з чемпіоном світу Сергієм Ковальовим. Перший раунд пройшов у розвідці з незначною перевагою Сіллаха. Але вже на початку другого перший же удар Ковальова у скроню відправив українця в нокдаун. Незважаючи на те, що Ісмаїл піднявся, неозброєним оком було видно, що він так і не оговтався. Росіянин цим скористувався, відправивши Сіллаха у важкий нокаут.

## Статистика професійних боїв
| Результат     | Суперник               | Показники суперника | Тип                         | Раунд, Час   | Дата              | Місце зустрічі               | Примітки                                                                                    |
| ------------- | ---------------------- | ------------------- | --------------------------- | ------------ | ----------------- | ---------------------------- | ------------------------------------------------------------------------------------------- |
| Поразка 27-7  | Андрій Мангушев        | 4-0-0               | Технічний нокаут            | 3 (8), 0:44  | 20 серпня 2021    | Маямі, США                   |                                                                                             |
| Перемога 27-6 | Хуліо Алькантар Майорс | 2-6-1               | Нокаут                      | 2 (6), 0:51  | 14 грудня 2018    | Тіхуана, Мексика             |                                                                                             |
| Перемога 26-6 | Віктор Альфонсо Леон   | 9-9-0               | Технічний нокаут            | 2 (6), 1:04  | 26 жовтня 2018    | Тіхуана, Мексика             |                                                                                             |
| Поразка 25-6  | Анджей Фонфара         | 29-5-0              | Технічний нокаут            | 6 (12), 2:14 | 16 червня 2018    | Варшава, Польща              |                                                                                             |
| Поразка 25-5  | Олексій Папін          | 8-0-0               | Нокаут                      | 1 (10), 2:07 | 27 листопада 2017 | Москва, Росія                |                                                                                             |
| Поразка 25-4  | Матеуш Мастернак       | 38-4-0              | Одностайне рішення суддів   | 10 (10)      | 24 червня 2017    | Гданськ, Польща              |                                                                                             |
| Перемога 25-3 | Андрій Князев          | 14-4-0              | Технічне рішення суддів     | 9 (10)       | 23 грудня 2016    | Сучжоу, Китай                | 88-83, 87-84, 86-85. Виборов вакантний титул WBO Asia Pacific                               |
| Перемога 24-3 | Бред Остін             | 11-21-0             | Технічний нокаут            | 2 (6), 1:46  | 4 листопада 2016  | Літл-Рок, США                |                                                                                             |
| Поразка 23-3  | Максим Власов          | 34-2-0              | Технічний нокаут            | 3 (10), 0:23 | 2 червня 2016     | Москва, Росія                | Власов в нокдауні в 1 раунді                                                                |
| Перемога 23-2 | Григорій Тевдорашвілі  | 22-14-3             | Технічний нокаут            | 1 (8), 2:17  | 31 жовтня 2015    | Кривий Ріг, Україна          |                                                                                             |
| Перемога 22-2 | Артурс Кулікаускіс     | 16-24-5             | Одностайне рішення суддів   | 8            | 13 червня 2015    | Черкаси, Україна             |                                                                                             |
| Поразка 21-2  | Сергій Ковальов        | 22-0-1              | Нокаут                      | 2 (12), 0:52 | 1 грудня 2013     | Квебек, Канада               | Бій за титул чемпіона світу за версією WBO в напівважкій вазі. Сіллах в нокдауні у 2 раунді |
| Перемога 21-1 | Костянтин Пітернов     | 13-3                | Відмова від продовження бою | 6 (10), 3:00 | 24 серпня 2013    | Донецьк, Україна             |                                                                                             |
| Перемога 20-1 | Альваро Енрікес        | 12-11-2             | Технічний нокаут            | 1 (8), 1:58  | 28 червня 2013    | Монтебелло (Каліфорнія), США |                                                                                             |
| Перемога 19-1 | Мітч Вільямс           | 7-2-1               | Одностайне рішення суддів   | 8            | 30 березня 2013   | Лос-Анджелес, США            | 79-72, 79-72, 79-72. Вільямс в нокдауні в 4 раунді                                          |
| Перемога 18-1 | Деніел Адоті Аллоті    | 14-3                | Нокаут                      | 2 (8), 2:45  | 23 лютого 2013    | Монтебелло (Каліфорнія), США |                                                                                             |
| Поразка 17-1  | Денис Грачов           | 11-0-1              | Технічний нокаут            | 8 (10), 2:18 | 27 квітня 2012    | Остін (Техас), США           | Втратив титул NABF в напівважкій вазі. Грачов в нокдауні в 3 раунді                         |
| Перемога 17-0 | Алі Ісмаїлов           | 18-7-1              | Технічний нокаут            | 4 (10), 2:06 | 4 листопада 2011  | Москва, Росія                |                                                                                             |
| Перемога 16-0 | Хамза Вандера          | 12-2-2              | Технічний нокаут            | 3 (10), 2:03 | 21 травня 2011    | Москва, Росія                | Вандера в нокдауні в 3 раунді                                                               |
| Перемога 15-0 | Йорданіс Деспан        | 8-0                 | Одностайне рішення суддів   | 10           | 4 березня 2011    | Буэна-Виста, США             | 98-91, 98-91, 99-90. Деспейн в нокдауні в 2 раунді. Захистив титул NABF в напівважкій вазі. |
| Перемога 14-0 | Рейко Сондерс          | 20-12-2             | Одностайне рішення суддів   | 10           | 17 грудня 2010    | Монровілл, США               | 99-88, 99-89, 99-89. Сондерс двічі в нокдауні в 10 раунді                                   |
| Перемога 13-0 | Євген Андрєєв          | 5-33                | Технічний нокаут            | 5 (8)        | 9 жовтня 2010     | Софія, Болгарія              |                                                                                             |
| Перемога 12-0 | Деніел Джуда           | 23-4-3              | Технічний нокаут            | 2 (10), 0:49 | 3 квітня 2010     | Лас-Вегас, США               | Виграв вакантний титул NABF в напівважкій вазі                                              |
| Перемога 11-0 | Ларрі Прайор           | 6-6                 | Технічний нокаут            | 4 (6), 0:46  | 6 лютого 2010     | Ньюарк (Нью-Джерсі), США     |                                                                                             |
| Перемога 10-0 | Джуліус Джексон        | 3-5                 | Технічний нокаут            | 1 (6), 1:27  | 16 січня 2010     | Лас-Вегас, США               | Джексон 1 раз в нокдауні                                                                    |
| Перемога 9-0  | Рей Сміт               | 9-3                 | Технічний нокаут            | 2 (6), 1:55  | 15 серпня 2009    | Лас-Вегас, США               |                                                                                             |
| Перемога 8-0  | Девід Віттом           | 10-8-1              | Технічний нокаут            | 6 (6), 2:25  | 9 травня 2009     | Лас-Вегас, США               |                                                                                             |
| Перемога 7-0  | Карлос Реєс            | 4-1                 | Нокаут                      | 3 (6), 1:42  | 27 березня 2009   | Лос-Анджелес, США            |                                                                                             |
| Перемога 6-0  | Хосе Умберто Корраль   | 16-11               | Технічний нокаут            | 2 (4), 1:32  | 20 грудня 2008    | Інглвуд (Каліфорнія), США    |                                                                                             |
| Перемога 5-0  | Девейн Воррен          | 2-4                 | Нокаут                      | 1 (6), 0:54  | 7 листопада 2008  | Сісеро (Іллінойс), США       |                                                                                             |
| Перемога 4-0  | Армен Азізян           | 9-8                 | Одностайне рішення суддів   | 6            | 11 жовтня 2008    | Берлін, Німеччина            | Азізян в нокдауні в 4 раунді                                                                |
| Перемога 3-0  | Волтер Едвардс         | 1-2                 | Технічний нокаут            | 1 (4)        | 15 серпня 2008    | Вашингтон, США               |                                                                                             |
| Перемога 2-0  | Хосе Грейс             | 4-2                 | Технічний нокаут            | 1 (4), 1:01  | 24 липня 2008     | Сан-Дієго, США               |                                                                                             |
| Перемога 1-0  | Метт Галворсен         | 3-4                 | Нокаут                      | 1 (4), 1:18  | 18 липня 2008     | Прімм (Невада), США          |                                                                                             |

## Цитати
Ось як Ісмаїл розповідає про своє знайомство з відомим важковаговиком Джеймсом Тоні у боксерському залі під час тренувань: 
| У перерві між раундами Шадід, показуючи рукою на мене, сказав: «Ось боксер з України». Джеймс перепитав «З якої такої України? Може, з Росії - це ж теж саме?». І обернувся до мене: «Ти росіянин?». Ми з ним відразу зачепилися. Я сказав, що зараз замість спаринг-партнера вийду до нього на ринг, і буду бити, з кожним ударом повторюючи: «Я з України!». Напевно, моя відповідь йому сподобалася... |.
| Я уже не раз говорив, що «Чорним росіянином» мене прозвали дилетанти, що гадки не мають про географію. Сам я себе так не славлю і під цим прізвиськом на ринг не виходжу, але, мабуть, деяким в Америці так зручніше мене запам'ятати. |